# 2015年の競輪
2014年の競輪-2015年の競輪-2016年の競輪
2015年の競輪（2015ねんのけいりん）は、2015年（平成27年）に起こった競輪に関する出来事と、GP、GI、GII、GIIIを中心としたレースの優勝者及び、獲得賞金ランキング30位までの選手等を記したものである。

## できごと
広報、記録、人事、実施（開始）・終了、その他事象

### 1月
- （01日） 【実施】前日（2014年12月31日）を節の初日とする競輪競走（平成27年1月開催）から、自転車のギヤ倍数範囲が規制された（男子4.00倍未満、女子3.80倍未満）[1][2]。

- （23日） 【事象】千葉競輪場の廃止（2018年3月末）に着手すると、同場の競輪事業を主催してきた千葉市が会見で発表した[3]。

- （28日） 【人事】2004年アテネ五輪チームスプリント銀メダルの長塚智広（36、茨城81期、S1）が会見で現役引退を表明。2013年12月からの新組織「エス・エス・イレブン」移籍問題で自粛休場中だった。今後は2020年東京五輪へ向けたサポート活動を行う予定[4]。

- （某日） 【広報】小倉競輪の3代目キャラクター「かねりん」が公募で誕生。打鐘の妖精[5][6]。

### 2月
- （19日） 【人事】JKAが男子の2015年短期登録選手制度実施概要と、出場予定選手の5人を発表した。シェーン・パーキンス （ オーストラリア 4年連続6度目）、シュテファン・ボディシャー（ ドイツ 2年連続2度目）、デニス・ドミトリエフ（ ロシア 2年連続2度目）、フランソワ・ペルビス（ フランス 4年連続5度目）、マティエス・ブフリ（ オランダ 初）。出場期間は4月から9月までの6か月で通算3か月以上[7][8][9]。

- （26日） 【記録】今年5月3日から6日まで開催される「開設65周年記念平塚競輪・湘南ダービー」の優勝賞金が、G3史上最高の1000万円（副賞含む）になることが、一部の新聞の取材で明らかとなった[10]。

- （26日） 【実施】2016年度からGI「日本選手権競輪」が5月のゴールデンウイーク（従来は3月）に、GI「オールスター競輪」が8月中旬のお盆の時期（従来は9月）に、開催されることがわかった。3月下旬に予定の「競輪最高会議」で最終決定される見込み[11][12][13]。 → 4月24日

- （27日） 【実施】ヤマダグリーンドーム前橋（前橋競輪場）で、同場では初となるナイター競走「ドームナイトレース」が開催された（FII、3月1日まで）[14]。

### 3月
- （24日） 【広報】今年4月より、「キターッ、太もも!」をキャッチフレーズにした新CMシリーズを展開し、KEIRINイメージキャラクターに女優の柳ゆり菜を起用することが発表された（前年度は中村アン）[15]。その後2016年3月まで、ほとんどのGI[16]・GIIの表彰式プレゼンターも務めた[17][18][19][20][21][22][23][24][25][26]。

- （28日） 【終了】無料放送「ケイリンライブ!IN 大垣・岐阜・名古屋」（スカパー!プレミアムサービス609ch）での放送が終了した[27]。2004年4月開始の「ケイリンライブ!282」が前身だった。

- （31日） 【広報】佐世保競輪場で今年から初開催を予定するナイター競輪の、愛称募集（3月16日締切）[28]の結果（応募総数1,634件）、「99（ナインティナイン）サンセットナイトレース」に決まったと発表された。佐世保の九十九島からとった名称[29]。 → 4月30日

### 4月
- （01日） 【記録】全国競輪施行者協議会が、競輪の2014年度の総売上額を6158億8102万9300円と発表。開催日数は減少したにもかかわらず[30]前年比101.6％となり、1991年度以来23年ぶりに、前年度売上高を上回った[31][32][33]。内訳ではGI・GIIのうち4大会で前年を上回ったが、年末のGPでは約7億円の減収だった[34]。

- （24日） 【実施】前日（23日）の競輪最高会議で決定した、2016年度（2016年4月 - 2017年3月）のGP・GI・GIIの開催地と日程が発表された。「日本選手権競輪」の3月開催からの移行は1974年以来。「オールスター競輪」の9月開催からの移行は2000年以来。1月以外の全ての月で常にビッグレースが行われることとなった。なお、2016年は3月と4月に連続して「日本選手権競輪」が開催される。2017年2月の「全日本選抜競輪」は取手で初のGI開催となる[35][36][37]。

- （29日） 【記録】GII「第31回共同通信社杯」（防府）で、神山雄一郎（栃木61期）が47歳で優勝した。松本整（京都45期＝引退）の45歳（2004年GI「第55回高松宮記念杯競輪」）を抜く、GI・GII以上の最高齢優勝記録となった[38]。

- （30日） 【実施】佐世保競輪場で今年8月から、ナイター競輪（全国13場目）とミッドナイト競輪（全国5場目）を開催すると発表された[39]。

### 5月
- （某日） 【実施】南関東地区で開催のガールズケイリンにて、試験的な車番編成を導入開始。初日は「競走得点の低い順」、2日目は「初日の着順」、最終日は「競走得点の高い順」に内枠から並べるもの[40]。

### 6月
- （02日） 【実施】2015年後期の開催からレース平均点を変更するとJKAが発表した。先般の競輪最高会議で各期の代謝人数の半減（60人→30人）が決定され、FIIチャレンジ戦では平均点を1点引き上げる。また、GIII・FI間でも得点調整を実施する[41]。

- （10日） 【事象】いわき平競輪場が12月まで本場開催を休み、半年かけてバンクを30cm程掘り起こし全面改修することが明らかとなった[42][43][44][45]。

- （22日） 【人事】競輪を統括するJKAの新会長に豊田自動織機相談役の吉田和憲氏（68）が内定し、現会長の石黒克巳氏は名誉会長になることが明らかになった[46]。

- （27日） 【人事】1987年世界選プロ・ケイリン種目金メダルの本田晴美（51、岡山51期、A3）が、ホームバンクの玉野4R（7着）をもって引退した[47][48]。

### 7月
- （20日） 【記録】第24回寬仁親王牌（弥彦）3連単21万2050円は、G1決勝での史上最高配当を更新した（優勝は園田匠）[49]。
- （30日） - 【事象】静岡県警は酒気を帯びた状態で乗用車を運転して事故を起こし、相手にけがをさせたとして日本競輪学校の教官を逮捕。現役時代は14回の優勝経験があった[50]。

### 8月
- （04日） 【広報】広島競輪場の新キャラクターが公募で決定、発表された[51]。
- （06日） 【実施】立川競輪場で、豊橋GIII場外発売からフォーメーション投票を実施。 本場では今年3月開始のいわき平に続く2場所目。全体では5か所目となる[52]。
- （14日） 【記録】京王閣ナイター第6Rで4人が落車し、1位入線の高木真備が失格。ガールズの3連単史上2番目となる高配当、135万3970円となった（204/210人気）。従来の最高は今年7月12日の高知ミッドナイト第2Rで小林優香が失格した、142万6550円だった[53]。
- （22日） 【事象】前橋競輪2日目が、JKAのシステム障害により中止、順延[54]。
- （23日） 【記録】第11回GIIサマーナイトフェスティバル最終日。3連単30万10円は、GI・GIIを通じて決勝戦の最高配当となった（従来最高は前月・第24回寬仁親王牌の21万2050円）[55]。

### 10月
- （17日） 【実施】京王閣競輪場で、競輪界最大の1100型の横長スクリーン（従来は500型）が使用開始。完全デジタル化に伴うもので、2画面表示も可能[56][57][58]。
- （31日） 【記録】伊東温泉FII・A級決勝で鈴木竜士（21、茨城107期、A2）が勝利。チャレンジから18連勝でのS級特進を果たした（木暮安由と深谷知広に次いで3人目）[59][60]。

### 11月
- （23日） 【終了】花月園競輪場（2010年3月31日に廃止）にて、解体前の1日限りのさよならイベントが開催[61]。

### 12月
- （15日） 【人事】後閑百合亜（23、東京102期）が度重なる負傷から引退。ガールズケイリンでは初の引退者となった[62][63]。

- （31日） 【実施】2015年12月31日を節の初日とする競輪競走（平成28年1月開催）から、フレームのサドル位置が規制される予定（サドル先端がハンガ中心より前に出ないことだが身長160cm未満の選手には特例申請あり）[64][65]。近年の大ギア化にともない、体重の重心が前方にかかる選手が増え、危険度の高い落車が増えたことによる措置[66]。

## GP
| レース名             | 場名   | 日程           | 優勝者   |
| -------------------- | ------ | -------------- | -------- |
| KEIRINグランプリ2015 | 京王閣 | 12月30日（水） | 浅井康太 |

## GI
| レース名                                     | 場名   | 日程                                 | 優勝者   |
| -------------------------------------------- | ------ | ------------------------------------ | -------- |
| 第30回読売新聞社杯全日本選抜競輪             | 静岡   | 2月12日（木） 〜 2月15日（日）       | 山崎芳仁 |
| 第68回日本選手権競輪                         | 京王閣 | 3月17日（火） 〜 3月22日（日）       | 新田祐大 |
| 第66回高松宮記念杯競輪                       | 岸和田 | 6月18日（木） 〜 6月21日（日）       | 武田豊樹 |
| 第24回寬仁親王牌・世界選手権記念トーナメント | 弥彦   | 7月17日（金） 〜 7月20日（月・祝）   | 園田匠   |
| 第58回オールスター競輪                       | 松戸   | 9月19日（土） 〜 9月23日（水・祝）   | 新田祐大 |
| 第57回朝日新聞社杯競輪祭                     | 小倉   | 11月20日（金） 〜 11月23日（月・祝） | 武田豊樹 |

## GII
| レース名                         | 場名   | 日程                               | 優勝者     |
| -------------------------------- | ------ | ---------------------------------- | ---------- |
| 第31回共同通信社杯               | 防府   | 4月26日（日） 〜 4月29日（水・祝） | 神山雄一郎 |
| 第11回サマーナイトフェスティバル | 函館   | 8月21日（金） 〜 8月23日（日）     | 近藤龍徳   |
| ヤンググランプリ2015             | 京王閣 | 12月29日（火）                     | 野口大誠   |

## GIII
※ 国際自転車トラック競技支援競輪
|    | 場名     | サブタイトル               | 日程                             | 優勝者     |
| -- | -------- | -------------------------- | -------------------------------- | ---------- |
| 28 | 立川     | 鳳凰賞典レース             | 1月04日（日） 〜 1月07日（水）   | 村上義弘   |
| 55 | 和歌山   | 和歌山グランプリ           | 1月10日（土） 〜 1月13日（火）   | 武田豊樹   |
| 25 | 大宮     | 倉茂記念杯                 | 1月15日（木） 〜 1月18日（日）   | 平原康多   |
| 13 | いわき平 | いわき金杯争奪戦           | 1月22日（木） 〜 1月25日（日）   | 岩津裕介   |
| 53 | 奈良     | 春日賞争覇戦               | 1月31日（土） 〜 2月03日（火）   | 天田裕輝   |
| 48 | 四日市   | 泗水杯争奪戦               | 2月21日（土） 〜 2月24日（火）   | 浅井康太   |
| 61 | 玉野     | 瀬戸の王子杯争奪戦         | 2月28日（土） 〜 3月03日（火）   | 武田豊樹   |
| 42 | 名古屋   | 金鯱賞争奪戦・楽天カップ   | 3月07日（土） 〜 3月10日（火）   | 神山拓弥   |
| 74 | 高知     | よさこい賞争覇戦           | 4月02日（木） 〜 4月05日（日）   | 山崎芳仁   |
| 26 | 西武園   | ゴールド・ウイング賞       | 4月09日（木） 〜 4月12日（日）   | 武田豊樹   |
| 34 | 川崎     | 桜花賞・海老澤清杯         | 4月16日（木） 〜 4月19日（日）   | 諸橋愛     |
| 35 | 平塚     | 湘南ダービー               | 5月03日（日） 〜 5月06日（水）   | 村上義弘   |
| 47 | 松阪     | 蒲生氏郷杯王座競輪         | 5月08日（金） 〜 5月11日（月）   | 鈴木庸之   |
| 24 | 宇都宮   | 宇都宮ワンダーランドカップ | 5月23日（土） 〜 5月26日（火）   | 佐藤慎太郎 |
| 84 | 武雄     | 大楠賞争奪戦               | 5月30日（土） 〜 6月02日（火）   | 浅井康太   |
| 23 | 取手     | 水戸黄門賞                 | 6月06日（土） 〜 6月09日（火）   | 渡邉一成   |
| 86 | 別府     | 別府八湯ゆけむりカップ     | 6月27日（土） 〜 6月30日（火）   | 金子貴志   |
| 73 | 小松島   | 阿波おどり杯争覇戦         | 7月02日（木） 〜 7月05日（日）   | 平原康多   |
| 22 | 前橋     | 三山王冠争奪戦             | 7月09日（木） 〜 7月12日（日）   | 浅井康太   |
| 51 | 福井     | 不死鳥杯                   | 7月25日（土） 〜 7月28日（火）   | 脇本雄太   |
| 48 | 四日市   | 泗水杯争奪戦               | 7月30日（木） 〜 8月02日（日）   | 浅井康太   |
| 45 | 豊橋     | ちぎり賞争奪戦             | 8月06日（木） 〜 8月09日（日）   | 諸橋愛     |
| 46 | 富山     | 瑞峰立山賞争奪戦           | 8月13日（木） 〜 8月16日（日）   | 南修二     |
| 36 | 小田原   | 北条早雲杯争奪戦           | 8月29日（土） 〜 9月01日（火）   | 池田勇人   |
| 12 | 青森     | みちのく記念競輪           | 9月03日（木） 〜 9月06日（日）   | 芦澤大輔   |
| 43 | 岐阜     | 長良川鵜飼カップ           | 9月10日（木） 〜 9月13日（日）   | 山崎芳仁   |
| 54 | 向日町   | 平安賞                     | 10月01日（木） 〜 10月04日（日） | 新田祐大   |
| 87 | 熊本     | 火の国杯争奪戦             | 10月10日（土） 〜 10月13日（火） | 武田豊樹   |
| 32 | 千葉     | 滝澤正光杯                 | 10月17日（土） 〜 10月20日（火） | 海老根恵太 |
| 44 | 大垣     | 水都大垣杯                 | 10月24日（土） 〜 10月27日（火） | 深谷知広   |
| 11 | 函館     | 五稜郭杯争奪戦             | 10月31日（土） 〜 11月03日（火） | 武田豊樹   |
| 45 | 豊橋     | ※                          | 11月12日（木） 〜 11月15日（日） | 芦澤大輔   |
| 27 | 京王閣   | ゴールドカップレース       | 11月28日（土） 〜 12月01日（火） | 松坂英司   |
| 85 | 佐世保   | 九十九島賞争奪戦           | 12月05日（土） 〜 12月08日（火） | 井上昌己   |
| 37 | 伊東     | 椿賞争奪戦                 | 12月12日（土） 〜 12月15日（火） | 深谷知広   |
| 62 | 広島     | ひろしまピースカップ       | 12月19日（土） 〜 12月22日（火） | 金子貴志   |

## FI
| 場名   | タイトル           | 日程                            | 優勝者   |
| ------ | ------------------ | ------------------------------- | -------- |
| 京王閣 | 寺内大吉記念杯競輪 | 12月28日（月) 〜 12月30日（水） | 山内卓也 |

## FII
KEIRIN EVOLUTION
| 開催場     | 月日           | 優勝者   |
| ---------- | -------------- | -------- |
| 奈良       | 2月3日（火）   | 一ノ瀬匠 |
| 青森       | 9月6日（日）   | 渡邉一成 |
| 京都向日町 | 10月4日（日）  | 早坂秀悟 |
| 豊橋       | 11月15日（日） | 山賀雅仁 |

その他
| 場名   | タイトル                         | 日程                        | 優勝者               |
| ------ | -------------------------------- | --------------------------- | -------------------- |
| 西武園 | ルーキーチャンピオンレース 105期 | 4月12日（日）               | 畑段嵐士             |
| 別府   | スーパープロピストレーサー賞     | 5月16日（土） 〜 17日（日） | 武田豊樹             |
| 豊橋   | ワールドステージin豊橋           | 8月09日（日）               | シェーン・パーキンス |

## GPメンバー・4日制以上のGI決勝進出者（31名）
- a北日本、b関東、c南関東 / D中部、E近畿、F中国、G四国、H九州
- 賞 ＝ 取得賞金額順位でのGP出場

|     |              | 全日 選      | ダー ビー        | 高松 宮杯        | 親王 牌      | オー ル      | 競輪 祭      | G P      |
| --- | ------------ | ------------ | ---------------- | ---------------- | ------------ | ------------ | ------------ | -------- |
| a島 | 1 山崎芳仁   | 1            |                  |                  |              |              |              | 6        |
| a北 | 2 菊地圭尚   | 2            |                  |                  | 4            |              |              |          |
| D三 | 3 浅井康太   | 3            | 3                |                  |              |              | 5            | 1（賞4） |
| b茨 | 5 武田豊樹   | 4            | 6                | 1                | 2            |              | 1            | 8        |
| E京 | 3 稲垣裕之   | 5            |                  | 2                |              | 3            |              | 9（賞6） |
| b東 | 1 岡田征陽   | 6            |                  |                  |              |              |              |          |
| H分 | 2 大塚健一郎 | 7            |                  |                  |              | 6            |              |          |
| c神 | 2 桐山敬太郎 | 8            |                  |                  |              | 9            |              |          |
| b埼 | 4 平原康多   | 9            | 2                | 8                |              |              | 2            | 3（賞3） |
| a島 | 3 新田祐大   |              | 1                |                  | 9            | 1            |              | 2        |
| b栃 | 1 飯嶋則之   |              | 4                |                  |              |              |              |          |
| D愛 | 2 金子貴志   |              | 5                |                  | 7            |              |              |          |
| a城 | 1 大槻寛徳   |              | 7                |                  |              |              |              |          |
| H長 | 1 井上昌己   |              | 8                |                  |              |              |              |          |
| G徳 | 1 原田研太朗 |              | 9                |                  |              |              |              |          |
| a島 | 1 佐藤慎太郎 |              |                  | 3                |              |              |              |          |
| E京 | 2 村上義弘   |              |                  | 4                |              |              | 7            | 5（賞8） |
| c千 | 1 石井秀治   |              |                  | 5                |              |              |              |          |
| H熊 | 1 松岡貴久   |              |                  | 6                |              |              |              |          |
| F岡 | 1 岩津裕介   |              |                  | 7                |              |              |              |          |
| E井 | 2 脇本雄太   |              |                  | 9                | 5            |              |              |          |
| H福 | 1 園田匠     |              |                  |                  | 1            |              |              | 4        |
| b栃 | 2 神山雄一郎 |              |                  |                  | 3            | 2            |              | 7（賞5） |
| a島 | 2 渡邉一成   |              |                  |                  | 6            |              | 4            |          |
| a島 | 1 伏見俊昭   |              |                  |                  | 8            |              |              |          |
| E大 | 2 稲川翔     |              |                  |                  |              | 4            | 8            |          |
| c静 | 1 渡邉晴智   |              |                  |                  |              | 5            |              |          |
| c千 | 1 武井大介   |              |                  |                  |              | 7            |              |          |
| D岐 | 2 竹内雄作   |              |                  |                  |              | 8            | 9            |          |
| G香 | 1 池田憲昭   |              |                  |                  |              |              | 3            |          |
| E京 | 1 村上博幸   |              |                  |                  |              |              | 6            |          |
|     | 9*6 = 計54   | 全日 選 静岡 | ダー ビー 京王閣 | 高松 宮杯 岸和田 | 親王 牌 弥彦 | オー ル 松戸 | 競輪 祭 小倉 | G P 閣   |

## 女子

### ガールズケイリン特別レース
| レース名                                           | 場名   | 日程                        | 優勝者            |
| -------------------------------------------------- | ------ | --------------------------- | ----------------- |
| ガールズケイリンコレクション 第1戦・京王閣ステージ | 京王閣 | 3月21日（土）               | 小林優香          |
| ガールズケイリンコレクション 第2戦・岸和田ステージ | 岸和田 | 6月21日（日）               | 小林優香          |
| ガールズケイリンフェスティバル2015                 | 函館   | 8月21日（金） 〜 23日（日） | 小林優香          |
| ガールズケイリンコレクション 第3戦・松戸ステージ   | 松戸   | 9月20日（日）               | 石井貴子（106期） |
| オッズパーク杯ガールズグランプリ2015               | 京王閣 | 12月28日（月）              | 小林優香          |

## 獲得賞金ランキング
| 順位 | 選手名     | 期 | 登録地 | 獲得賞金      |
| ---- | ---------- | -- | ------ | ------------- |
| 1    | 浅井康太   | 90 | 三重   | 189,633,600円 |
| 2    | 新田祐大   | 90 | 福島   | 180,526,800円 |
| 3    | 武田豊樹   | 88 | 茨城   | 144,189,137円 |
| 4    | 平原康多   | 87 | 埼玉   | 104,290,000円 |
| 5    | 神山雄一郎 | 61 | 栃木   | 88,583,200円  |
| 6    | 稲垣裕之   | 86 | 京都   | 78,018,200円  |
| 7    | 山崎芳仁   | 88 | 福島   | 73,452,000円  |
| 8    | 村上義弘   | 73 | 京都   | 69,400,400円  |
| 9    | 園田匠     | 87 | 福岡   | 58,720,000円  |
| 10   | 金子貴志   | 75 | 愛知   | 55,603,000円  |
| 11   | 岩津裕介   | 87 | 岡山   | 52,586,000円  |
| 12   | 渡邉晴智   | 73 | 静岡   | 43,193,000円  |
| 13   | 菊地圭尚   | 89 | 北海道 | 42,466,200円  |
| 14   | 佐藤慎太郎 | 78 | 福島   | 42,277,600円  |
| 15   | 竹内雄作   | 99 | 岐阜   | 41,679,000円  |
| 16   | 深谷知広   | 96 | 愛知   | 41,593,000円  |
| 17   | 原田研太朗 | 98 | 徳島   | 40,415,000円  |
| 18   | 脇本雄太   | 94 | 福井   | 39,673,800円  |
| 19   | 大塚健一郎 | 82 | 大分   | 39,513,800円  |
| 20   | 芦澤大輔   | 90 | 茨城   | 37,584,200円  |
| 21   | 渡邉一成   | 88 | 福島   | 37,356,000円  |
| 22   | 稲川翔     | 90 | 大阪   | 36,931,000円  |
| 23   | 井上昌己   | 86 | 長崎   | 36,363,200円  |
| 24   | 飯嶋則之   | 81 | 栃木   | 35,376,400円  |
| 25   | 諸橋愛     | 79 | 新潟   | 34,188,200円  |
| 26   | 石井秀治   | 86 | 千葉   | 32,393,000円  |
| 27   | 大槻寛徳   | 85 | 宮城   | 32,265,000円  |
| 28   | 近藤隆司   | 90 | 千葉   | 31,487,500円  |
| 29   | 池田憲昭   | 90 | 香川   | 31,466,300円  |
| 30   | 牛山貴広   | 92 | 茨城   | 31,230,200円  |

## 平成27年 表彰選手
|                |                |          | （受賞回数） |
| -------------- | -------------- | -------- | ------------ |
| 最優秀選手賞   | 最優秀選手賞   | 新田祐大 | （初）       |
| 優秀選手賞     | 優秀選手賞     | 平原康多 | （2）        |
| 優秀選手賞     | 優秀選手賞     | 武田豊樹 | （3）        |
| 優秀選手賞     | 優秀選手賞     | 浅井康太 | （2）        |
| 優秀新人選手賞 | 優秀新人選手賞 | 川口聖二 | 第103回生    |
| 特別敢闘選手賞 | 特別敢闘選手賞 | 稲垣裕之 | （初）       |
| ガールズ       | 最優秀選手賞   | 小林優香 | （2）        |
| ガールズ       | 優秀選手賞     | 奥井迪   | （初）       |
| 国際賞         | 国際賞         | 田中まい | （2）        |

## 死去
- 2月20日 - 野方宏樹（競輪選手・佐賀98期A級2班）24歳[71]
- 4月23日 - 阿部利美（元競輪選手・宮城23期）67歳[72]
- 4月27日 - 神子卓也（競輪選手・神奈川85期A級1班）37歳[73]
- 6月25日 - 鈴木孝幸（元競輪選手・群馬17期、元日本競輪選手会理事長）71歳[74]
- 8月04日 - 天野尚（元競輪選手の写真家・新潟33期）61歳[75]
- 8月05日 - 児玉広志（競輪選手・香川66期S級1班）46歳[76]
- 11月7日 - 石田雄彦（元競輪選手・和歌山→大阪期前）81歳[77]

## 参照
1. ↑  ニュース - KEIRIN.JP 2014年12月30日付
2. ↑  参考資料 - KEIRIN.JP 2014年12月30日付
3. ↑  千葉競輪17年度末廃止へ一宮に続き8場目 - 日刊スポーツ 1月24日付
4. ↑  長塚が引退会見「やり残しない」 選手会脱会問題で自粛中の幕引き - スポニチアネックス 1月29日付
5. ↑  新キャラクター愛称募集 小倉アスリートファンサイト
6. ↑  打鐘の妖精「かねりん」降臨!/小倉競輪に新キャラクター - 西日本新聞 3月30日付
7. ↑  2015年短期登録選手制度実施概要（男子） - KEIRIN.JP 2月20日付
8. ↑  2015年短期登録選手制度による出場予定選手（男子）リスト - KEIRIN.JP 2月20日付
9. ↑  競輪ステーション 2月20日付
10. ↑  平塚記念V賞金1000万円!5月3日から「開設65周年」 - スポーツ報知 2月27日付
11. ↑  日刊スポーツ 2月26日付
12. ↑  スポニチ 2月27日付
13. ↑  スポーツ報知 2月27日付
14. ↑  前橋競輪 2015年2月26日付
15. ↑  2015年度競輪の新CMイメージキャラクターは、柳ゆり菜さん！！ KEIRIN.JP 3月24日付
16. ↑  寛仁親王牌は2日目「ローズカップ」。
17. ↑  【共同通信社杯】柳ゆり菜が“レジェンド”神山雄一郎を祝福 - 東スポ、2015年4月29日
18. ↑  【競輪】武田豊樹が高松宮記念杯V2。柳ゆり菜が祝福! - 東スポ「新吾捕物帳」三番勝負番外編、2015年6月22日
19. ↑  【競輪】新田祐大、柳ゆり菜から祝福 12R「ローズカップ」 1/2 - デイリースポーツ、2015年7月18日
20. ↑  【GⅡサマーナイトフェスティバル】“尾張の龍”近藤が“夜王”襲名! - 東スポ、2015年8月23日
21. ↑  【競輪】新田祐大がオールスター初制覇。今年G1V2を柳ゆり菜が祝福! - 「新吾捕物帳」三番勝負番外編、2015年9月24日
22. ↑  競輪祭2015後編 - KAFS 小倉アスリートファンサイト
23. ↑  【競輪】KEIRINグランプリ2015は浅井康太が優勝!記者の1面予想は大的中 - 「新吾捕物帳」三番勝負番外編、2015年12月30日
24. ↑  【全日本選抜競輪】渡辺一成が悲願のGI初制覇! - 東スポ、2016年2月14日
25. ↑  【競輪】柳ゆり菜感激「興奮しました」 - デイリースポーツ、2016年3月14日
26. ↑  柳ゆり菜 ngyrn0419のツイート 1:19 AM - 13 Mar 2016 "本日、競輪イメージガールとして最後のお仕事を終えました。……
27. ↑  ケイリンライブ！大垣・岐阜・名古屋の競輪中継
28. ↑  佐世保競輪場 ナイター競輪の愛称募集 - 公募ウェブ
29. ↑  佐世保競輪場 ナイター愛称募集 名称決定!! - させぼ競輪、2015年3月31日
30. ↑  平成26年度事業概要 - 日本競輪選手会
31. ↑  競輪売上、23年ぶりにアップ - 日刊スポーツ、2015年4月1日
32. ↑  1人の女は、1人の男を… - 東京スポーツ、2015年4月4日
33. ↑  JKA吉田新会長ファン目線でカイゼン （3/3） - デイリースポーツ、2015年7月15日
34. ↑  2014年度総売り上げを発表 - 競輪ステーション、2015年4月2日
35. ↑  平成28年度GP・GI・GII等開催場・日程の決定について - KEIRIN.JP、2015年4月24日
36. ↑  競輪2016年度GPなど開催日程が決まる - 予想王TV＠SANSPO.COM
37. ↑  競輪16年度日程が発表!ダービーは3月からGWに移動 - スポニチ
38. ↑  【共同通信社杯】47歳・神山が最高齢V「競輪が好き」 - スポーツ報知、2015年4月30日
39. ↑  佐世保でナイター&ミッドナイト競輪開催 - スポニチ、2015年5月1日
40. ↑  「スポーツ報知」2015年6月20日19面
41. ↑  平成27年後期以降のレース平均点の変更について - KEIRIN.JP、2015年6月2日
42. ↑  「スポーツ報知」2015年6月11日
43. ↑  佐藤龍二が総力戦で大暴れ/いわき平 - 日刊スポーツ、2015年6月11日
44. ↑  競輪 平沼　由充 (@hiranumax)、2015年6月17日 - Twitter
45. ↑  いわき平競輪公式HP運営スタッフ (@keirin_iwaki_hp)、 2015年6月20日 - Twitter
46. ↑  競輪界「カイゼン」へJKA新会長に吉田和憲氏 - 日刊スポーツ、2015年6月23日
47. ↑  本田晴美6月に引退 87年の世界選ケイリンでV - 日刊スポーツ、2015年5月20日
48. ↑  本田晴美、ラストランは7着/玉野 - 日刊スポーツ、2015年6月27日
49. ↑  【競輪】売上げ伸びず…4日制G1最低 - デイリースポーツ、2015年7月21日
50. ↑  “元競輪選手が酒気帯び 事故起こし発覚 選手時代は優勝14回”. スポニチアネックス. (2015年7月31日) 2015年8月1日閲覧。
51. ↑  広島競輪オリジナルキャラクター審査結果
52. ↑  8月6日からフォーメーション投票／立川 - 日刊スポーツ、2015年7月24日
53. ↑  京王閣第6Ｒで135万円!ガールズ2番目の高配当 - 予想王TV＠SANSPO.COM、2015年8月14日
54. ↑  22日前橋競輪、システム障害で中止、順延 ― スポニチ  2015年8月23日
55. ↑  スポーツ報知、2015年8月24日
56. ↑  東スポWeb 2015年10月20日
57. ↑  スポーツ報知 2015年10月19日14面「京王閣に1100型スクリーン」
58. ↑  競輪場最大規模!大型映像装置が新しくなりました - 京王閣
59. ↑  鈴木竜士選手 S級2班特別昇級について - KEIRIN.JP、2015年11月2日
60. ↑  3場所連続完全優勝でのS級特別昇級者一覧表（平成14年度以降）
61. ↑  さよなら花月園競輪場イベント - 神奈川県競輪選手会
62. ↑  ガールズケイリンで初の引退者 後閑百合亜、現役3年ドクターストップ - スポーツ報知
63. ↑  【競輪】後閑百合亜がガールズ初の引退 - デイリースポーツ
64. ↑  ギヤ規制とフレーム規制>【修正】 - 大西祐オフィシャルブログ 2014年3月10日
65. ↑  男子のスチール製フレームのサドル先端部の位置に関する規制について（平成28年1月開催から実施） - KEIRIN.JP 2014年9月25日
66. ↑  サドル位置、ギア倍数規制 競輪ステーション 2014年9月25日
67. 1 2 3  平成27年度GP・GI・GII等開催場・日程の決定について - KEIRIN.JP 配信日：2014年3月28日
68. ↑  平成26年度ＧＰ・ＧＩ・ＧＩＩ等開催場・日程の決定について - KEIRIN.JP 配信日：2013年4月17日
69. ↑  2015年 GIII開催日程 - KEIRIN.JP
70. ↑  平成27年ガールズケイリン特別レースの日程・場所について
71. ↑  「スポーツ報知」2015年2月22日21面
72. ↑  「スポーツ報知」2015年4月24日16面
73. ↑  神子卓也選手(神奈川・85期）の訃報について - KEIRIN.jp2015年4月28日付
74. ↑  元日本競輪選手会理事長の鈴木孝幸氏が死去 - SANSPO.COM 2015年6月25日
75. ↑  写真家の天野尚さんが死去 - 新潟日報モア 2015年8月6日
76. ↑  競輪、児玉広志選手が急死 自殺の疑い - 2015年8月6日 日刊スポーツ
77. ↑  石田雄彦さん死去…81歳、腎不全 特別競輪5度制覇の昭和のスター - 2015年11月9日 スポーツニッポン